# Ela e Eu (filme)
Ela e Eu é um filme de drama brasileiro de 2022, dirigido por Gustavo Rosa de Moura e escrito pelo próprio diretor em parceria com Leonardo Levis e Andréa Beltrão, atriz que também protagoniza o filme no papel de Bia, uma mulher que passa vinte anos em coma e acorda subitamente, tendo que reaprender a viver e conviver com sua família. O filme conta ainda com Eduardo Moscovis, Mariana Lima, Lara Tremouroux e Karine Teles no elenco.

## Enredo
O momento mais crucial da vida de Bia (Andrea Beltrão) é também aquele que determinará sua existência dali em diante: durante o parto de sua filha, ela entra em coma e permanece assim por mais de duas décadas. Carol (Lara Tremouroux) passa sua infância e adolescência sem conhecer a mulher que a trouxe ao mundo, mesmo que essa tenha estado próxima durante todo esse tempo. Bia permanece no quarto de hóspedes, nem viva, nem morta, sendo cuidada, alimentada, tratada e preservada com total dedicação pela família e pela cuidadora Sandra (Karine Teles). No entanto, gradualmente, ela deixa de ser a pessoa que sempre foi para aqueles ao seu redor. Transforma-se em um objeto, uma planta, algo que é reconhecido, mas cujas necessidades são limitadas.
Quando a esperança havia se dissipado há muito tempo, Bia retorna. O processo é simples, quase imperceptível, mas faz toda a diferença. Num piscar de olhos, a mulher, mãe e esposa está de volta, mesmo que tenha deixado para trás todas essas identidades. Carlos (Eduardo Moscovis) não é mais seu marido – agora ele é casado com Renata (Mariana Lima), a nova "rainha do lar", que aceitou assumir essa condição pouco convencional, talvez porque também compartilhe a ausência de expectativas contrárias, sem conseguir imaginar que esse cenário poderia ser alterado um dia. 
No entanto, o improvável aconteceu. Bia despertou. Mesmo sem demonstrar vontade de reassumir o que lhe pertencia, ela não tem para onde ir além de permanecer no lugar que é seu por direito. Mas mais importante do que ser esposa novamente, é redescobrir-se como mãe e mulher. Bia se transforma em uma espécie de criança, pior do que isso, pois não está livre de referências ou especulações. Ela não conhece nada, mas ao mesmo tempo traz consigo uma bagagem acumulada de uma vida anterior, esperando apenas para ser descoberta. Não há pressa, e o tempo de cada um é respeitado. O tempo de Bia, que vê o mundo com novos olhos, redescobrindo o que já conheceu, mas esqueceu, assim como o tempo de Carol, que precisa reprogramar suas percepções sobre alguém que apenas imaginou, mas agora se revela pela primeira vez como sempre foi, capaz tanto de cometer erros quanto de acertos.

## Elenco
- Andrea Beltrão como Bia[3]
- Lara Tremouroux como Carol
- Eduardo Moscovis como Carlos
- Mariana Lima como Renata
- Karine Teles como Sandra
- Jéssica Ellen como Giovanna
- Flávio Bauraqui como médico de Bia
- Diego Francisco como aluno de Renata
- Thiago Amaral como Gilberto
- Felipe Lins como Felipe
- Cristina Moura como Janaína
- Teresa Cristina como Paula
- Marina Person como Jussara
- Bella Camero como amiga de Carol

## Produção

### Concepção

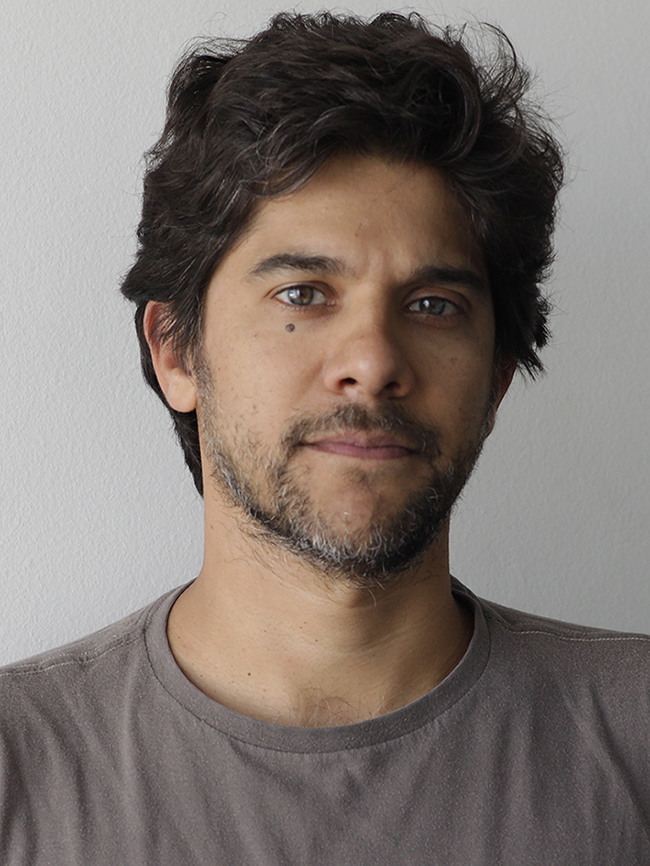
Gustavo Rosa de Moura dirigiu o filme e escreveu parte do roteiro.

A ideia para o filme surgiu em 2015 durante uma sessão de brainstorming realizada regularmente na produtora Mira Filmes. Carmen Maia, uma das produtoras do filme e sócia na época, expressou o desejo de criar um filme com uma protagonista de 50 anos e explorar sua relação com a filha. A partir daí, uma ideia peculiar e quase surreal foi concebida: uma pessoa entrar em coma durante o parto, passar a maior parte de sua vida em um estado de espera e depois despertar para encontrar uma filha que não acompanhou seu crescimento. Inicialmente, a intenção era produzir uma comédia popular. No entanto, à medida que o tempo passava e o contexto do Brasil se transformava, a equipe sentiu que uma comédia não era mais adequada. Ao explorar o argumento, ficaram cativados pelas possibilidades dramáticas que ele proporcionava e pelas relações afetivas e amorosas que poderiam surgir na história.
Além disso, a ideia de abordar a falta de controle que temos sobre as circunstâncias da vida e a necessidade constante de nos adaptarmos a novas realidades também se tornou um elemento atraente para o projeto. A participação de Andréa Beltrão foi fundamental para a transformação do filme. Ela se juntou ao projeto desde o início e contribuiu significativamente na busca pelos caminhos certos. Foram anos de trabalho, com diferentes graus de intensidade, e o resultado final foi um drama com toques de humor.
Ela e Eu foi resultado de uma colaboração entre várias mentes criativas, que contribuíram para o processo de desenvolvimento do roteiro. Inicialmente concebido como uma comédia, o filme tomou um rumo em que buscava combinar momentos de humor com momentos emocionantes. Andréa Beltrão explicou em entrevista: "O roteiro apontava para uma comédia, mas também pensamos que poderia ser um filme que tivesse graça, mas ao mesmo tempo tocasse as emoções. Ao contar uma história, nunca sabemos exatamente como ela vai ressoar em cada pessoa. Se conseguirmos emocionar, já ficaremos felizes. E se ela também trouxer reflexões, isso seria o melhor dos mundos".
De acordo com o diretor, Ela e Eu é um filme que aborda a maneira como nos adaptamos diante de eventos inesperados e raros. O fato de Bia entrar em coma e depois despertar é algo completamente imprevisível e que afeta não apenas sua própria vida, mas também a vida de todos ao seu redor. Esses acontecimentos, assim como uma pandemia ou um desastre natural, nos fazem perceber que não temos controle sobre as circunstâncias que a vida nos apresenta, nosso futuro e até mesmo nossos planos mais profundos.

### Desenvolvimento

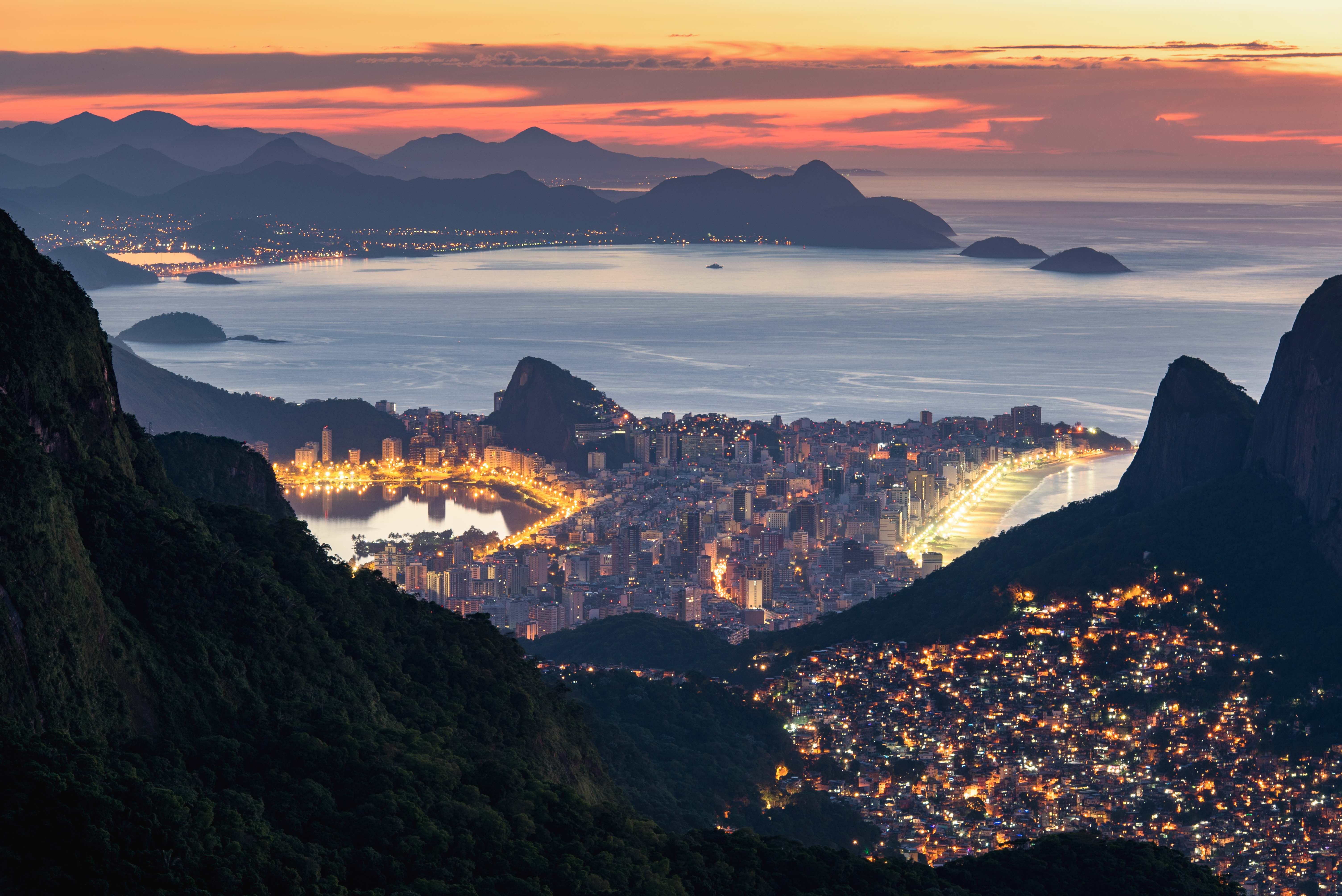
O filme é ambientado no Rio de Janeiro, onde ocorreram as gravações.

O desenvolvimento do roteiro do filme foi uma colaboração intensa, contando com a participação ativa do quarteto principal de atores: Andréa Beltrão, Eduardo Moscovis, Mariana Lima e Luísa Arraes, que, devido a conflitos de agenda, não pôde estar presente  nas filmagens. O papel de Carol foi interpretado por Lara Tremouroux. O filme foi realizado no Rio de Janeiro e é uma produção da Mira Filmes, em colaboração com a 20th Century Fox e a Querosene Filmes. O diretor e os atores se encontraram em várias ocasiões para discutir cenas, personagens e a direção da história, resultando no roteiro final. Durante as filmagens, algumas cenas foram ajustadas no momento de serem gravadas. Além do quarteto principal, o elenco também conta com Karine Teles, interpretando Sandra, a cuidadora de Bia, e Jéssica Ellen, no papel de Giovanna, a namorada de Carol.
Durante a direção do filme, o diretor Rosa de Moura incorporou referências da vida real para construir o enredo de Ela e Eu. Ele compartilhou que busca contar as cenas de forma cinematográfica, transmitindo uma mensagem ao público, mas também valorizando os aspectos sensoriais que podem ser sentidos pelo espectador.
Andréa Beltrão, por sua vez, revelou que se preparou para interpretar sua personagem através da leitura de livros, buscando inspiração em outros personagens e contando com a ajuda de uma médica que ofereceu orientações sobre o processo de recuperação. "A gente teve um trabalho detalhado em desenhar bem as etapas da personagem, para proporcionar uma representação verossímil de sua recuperação. Ou melhor, seu renascimento, porque a Bia não recupera exatamente, ela aprende tudo novamente", explicou Andrea em entrevista à CNN.
O processo de reabilitação de um paciente em coma pode representar desafios significativos para toda a família. No contexto do filme, a personagem Renata, interpretada por Mariana Lima, enfrentou dificuldades ao lidar diariamente com a presença da ex-mulher de seu marido. Mariana afirmou que pode ser difícil para as pessoas se identificarem com a personagem de Renata, uma vez que é uma situação complexa para uma mulher imaginar-se convivendo com a ex-parceira de seu marido. Por sua vez, Eduardo Moscovis destacou que o aspecto curioso da relação entre Bia e Carlos no filme é que não foi uma decisão tomada pelo casal, mas sim uma interrupção abrupta. Ele explicou que não houve brigas, separações ou discordâncias, mas sim uma interrupção na continuidade da vida do casal.

## Lançamento

### Festivais
Ela e Eu teve sua estreia no 54º Festival de Brasília em dezembro de 2021, onde recebeu três prêmios, incluindo Melhor Atriz para Andrea Beltrão, Melhor Ator para Eduardo Moscovis e Melhor Roteiro para Gustavo Rosa de Moura. Além disso, o longa-metragem também participou do Festival do Rio e do 1º Festival de Vassouras, em 2022, onde conquistou cinco prêmios, incluindo Melhor Som, Melhor Ator para Eduardo Moscovis, Melhor Atriz Coadjuvante para Mariana Lima, Melhor Roteiro para Gustavo Rosa de Moura e Melhor Filme.

### Comercial
O filme foi lançado nos cinemas do Brasil a partir de 21 de julho de 2022 Fox Film do Brasil. Em 24 de maio de 2023, o filme lançado com exclusividade pela plataforma de streaming Star+.

## Recepção

### Análise da crítica

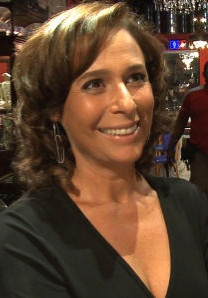
A atuação de Andréa Beltrão foi elogiada e premiada.

A performance do elenco foi destacada como o ponto principal do filme pela crítica, além do roteiro e a direção de Gustavo Rosa de Moura. O desempenho de Andrea Beltrão foi citado por Robledo Milani em sua crítica para o Papo de Cinema, escrevendo que, mesmo com um histórico tão respeitável, ela continua desafiando a si mesma, levando seu talento além de uma suposta zona de conforto que muitos teriam abraçado de bom grado. Em Ela e Eu,  a atriz mais uma vez demonstra que sua posição de destaque não é por acaso, ao mesmo tempo em que abre espaço para coadjuvantes importantes, que acrescentam ainda mais brilho ao conjunto.
Para o Esquina da Cultura, o crítico Matheus Mans compartilhou sua análise do filme, Ela e Eu. Segundo ele, o filme traz uma narrativa complexa ao abordar temas como memória, tempo, família e pertencimento. Mans destaca que o filme não busca soluções simplistas, mas sim enfrenta as dificuldades de abordar uma situação tão específica. Embora o enredo possa parecer familiar dentro do contexto do cinema nacional, centrado em um núcleo familiar comum, o filme encontra espaço para emocionar e vai além das expectativas.
De acordo com a análise de Sérgio Alprende para o website Leitura Fílmica, Andréa Beltrão entrega uma atuação brilhante como sempre, retratando uma Bia divertida, hesitante, mas com uma alegria de viver contagiante para alguns personagens. Alprende destaca a bela cena em que fotos são mostradas para explicar quem é quem, e elogia a capacidade da atriz de expressar uma série de sentimentos complexos. Eduardo Moscovis, Mariana Lima, Lara Tremouroux e, especialmente, Karine Teles também são elogiados por suas performances, intensificando os momentos mais dramáticos e contribuindo para os momentos de alívio cômico. Alprende descreve Ela e Eu como um filme geralmente agradável de se assistir, onde os poucos momentos que lhe pareceram deslocados são compensados pela força das interpretações. Embora não traga grandes inovações cinematográficas, o crítico ressalta a importância de ter um diretor habilidoso por trás das câmeras para compreender e permitir que o talento das atrizes floresça.
Fabiana Lima, crítica do Festival Guarnicê de Cinema, expressou sua opinião sobre o filme, destacando a habilidade do diretor em manter a linearidade dos acontecimentos ao longo da narrativa, mesmo em uma história que se concentra na evolução da personagem principal. Segundo Lima, isso é fundamental para o peso dramático que o filme carrega. A crítica também observou que em diversos momentos, são os espectadores que preenchem as lacunas deixadas pelas imagens, construindo suas próprias conclusões com base em sua percepção da situação incomum vivida pelos personagens. Exemplos disso são os olhares trocados entre Bia e seu ex-marido, ou o afeto compartilhado entre Bia e a atual esposa do ex-marido. Lima ressaltou que o filme convida constantemente à reflexão sobre as diferentes dinâmicas familiares e a efemeridade da vida, mostrando como tudo pode mudar de maneira inesperada. Mesmo sem saber a causa específica que levou Bia àquela situação, os espectadores são convidados a pensar em seu lugar, permitindo-se sentir as emoções que ela experiência enquanto descobre uma nova vida.

### Prêmios e indicações
| Ano  | Associações                     | Categoria                | Recipiente(s)                                                                  | Resultado | Ref.   |
| ---- | ------------------------------- | ------------------------ | ------------------------------------------------------------------------------ | --------- | ------ |
| 2021 | Festival de Cinema de Brasíla   | Melhor Roteiro           | Gustavo Rosa de Moura, Andréa Beltrão e Leonardo Levis                         | Venceu    | [ 16 ] |
| 2021 | Festival de Cinema de Brasíla   | Melhor Atriz             | Andréa Beltrão                                                                 | Venceu    | [ 16 ] |
| 2021 | Festival de Cinema de Brasíla   | Melhor Ator              | Eduardo Moscovis                                                               | Venceu    | [ 16 ] |
| 2022 | Festival de Cinema de Vassouras | Melhor Filme             | Ela e Eu                                                                       | Venceu    | [ 10 ] |
| 2022 | Festival de Cinema de Vassouras | Melhor Direção           | Gustavo Rosa de Moura                                                          | Indicado  | [ 10 ] |
| 2022 | Festival de Cinema de Vassouras | Melhor Roteiro           | Gustavo Rosa de Moura, Andréa Beltrão e Leonardo Levis                         | Venceu    | [ 10 ] |
| 2022 | Festival de Cinema de Vassouras | Melhor Atriz             | Andréa Beltrão                                                                 | Indicado  | [ 10 ] |
| 2022 | Festival de Cinema de Vassouras | Melhor Ator              | Eduardo Moscovis                                                               | Venceu    | [ 10 ] |
| 2022 | Festival de Cinema de Vassouras | Melhor Atriz Coadjuvante | Mariana Lima                                                                   | Venceu    | [ 10 ] |
| 2022 | Festival de Cinema de Vassouras | Melhor Fotografia        | Bárbara Alvarez                                                                | Indicado  | [ 10 ] |
| 2022 | Festival de Cinema de Vassouras | Melhor Edição de Som     |                                                                                | Venceu    | [ 10 ] |
| 2022 | Infinitto Film Festival         | Melhor Elenco            | Andréa Beltrão, Eduardo Moscovis, Mariana Lima, Lara Tremouroux e Karine Teles | Venceu    | [ 17 ] |